# Bolus Herbarium

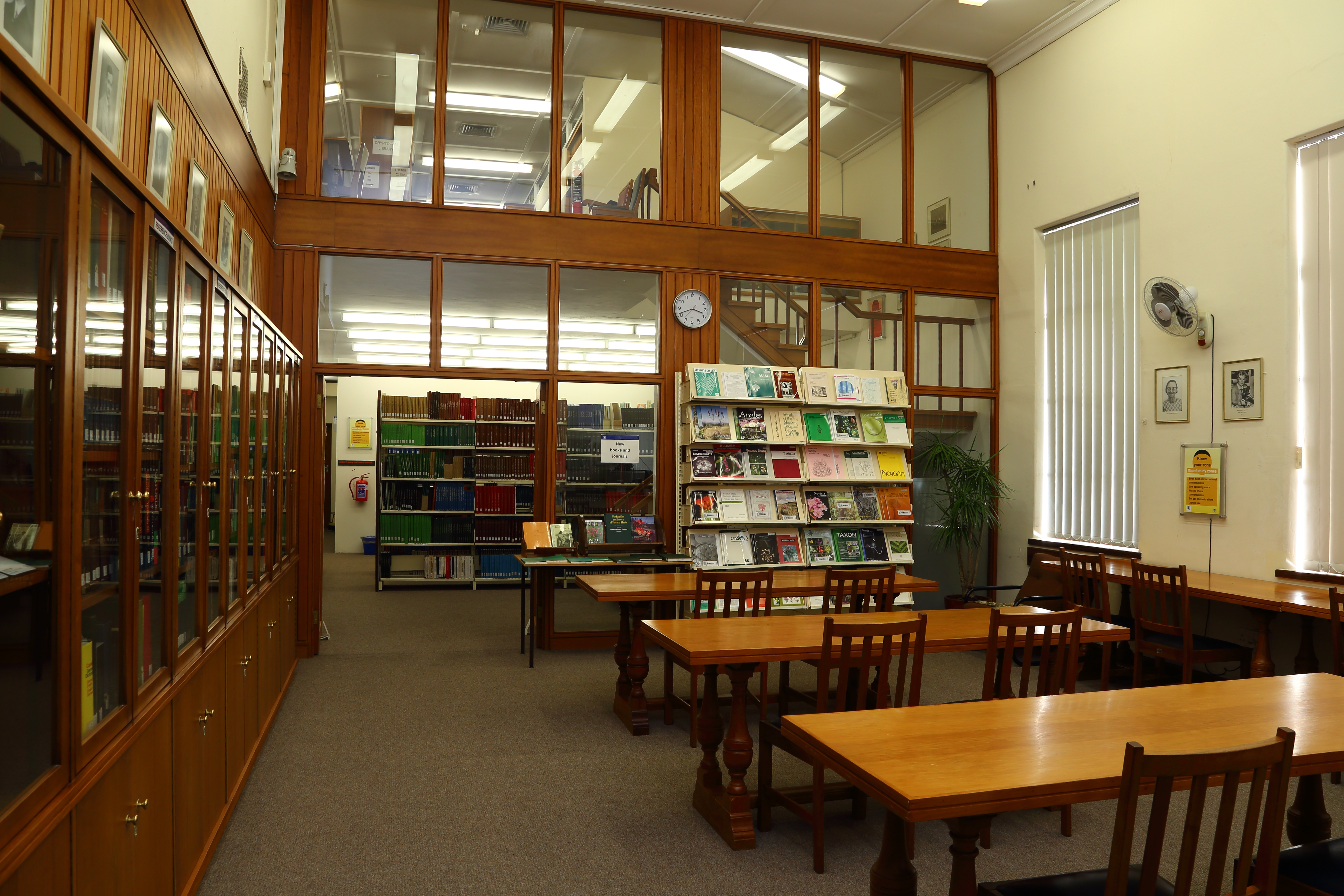
Interior del Bolus Herbarium

El Bolus Herbarium és un herbari de la Universitat de ciutat del Cap, que consta de 350.000 espècies de plantes.

## Història
El Dr. Harry Bolus (1834-1911), un ric empresari de Ciutat del Cap, va començar la seva col·lecció a Graaff-Reinet el 1865 i ara és el herbari més antic del país. Després de la seva mort, el Suid-Afrikaanse Kollege (des del 2 d'abril de 1918, la Universitat de Ciutat del Cap) ha completat el seu herbari, una biblioteca de llibres cars, únics i primers sobre la botànica i una considerable quantitat de diners per al manteniment i l'expansió de la col·lecció heretada. El 1924 es va construir un edifici especial a Kirstenbosch per a l'herbari, però no semblava adequat en aquella època. Per tant, l'herbari va ser traslladat al campus el 1938. El Dr. Lulu Bolus, cosí de Harry, es va relacionar amb l'herbari fins a la seva mort el 1970.

## Finalitat
La recerca i l'ensenyament en botànica i l'ecologia a l'herbari cobreix un ampli camp. Se centra en els aspectes de la flora del Cap, com la taxonomia, les plantes indígenes, la biogeografia i la sistemàtica i l'evolució. Científics de tot el món utilitzen aquest herbari per a la seva recerca.

## Col·leccions especials
Entre les diverses plantes especials col·leccions a l'herbari és de les famoses orquídies i erikas del Dr. Harry Bolus, les mesembryanthemae del Dr. H.M.L. (Lulu) Bolus, els fongs de la Dra. Ave Duthie i les plantes amb flor de Henri Georges Fourcade de la regió de Humansdorp a George.

## Llegats
Diversos botànics portaven les seves col·leccions de flora i llibres al Bolus Herbarium. Entre ells es troba el del Dr. C. Louis Leipoldt del 1946, H.G. Fourcade del 1948 i del general J. C. Smuts del 1950.

## Publicacions
Entre 1915 i 1928 es van publicar 4 parts dels Annals of the Bolus Herbarium. Posteriorment van aparèixer les contribucions del Bolus Herbarium..